# Yttre Olofssjön
Yttre Olofssjön är en sjö i Storumans kommun i Lappland och ingår i Umeälvens huvudavrinningsområde. Sjön har en area på 0,543 kvadratkilometer och ligger 431,1 meter över havet. Sjön avvattnas av vattendraget Raningsb..

## Delavrinningsområde
Yttre Olofssjön ingår i det delavrinningsområde (720047-155739) som SMHI kallar för Utloppet av Yttre Olofssjön. Medelhöjden är 437 meter över havet och ytan är 1,89 kvadratkilometer. Räknas de 3 avrinningsområdena uppströms in blir den ackumulerade arean 60,18 kvadratkilometer. Raningsb. som avvattnar avrinningsområdet har biflödesordning 3, vilket innebär att vattnet flödar genom totalt 3 vattendrag innan det når havet efter 287 kilometer. Avrinningsområdet består mestadels av skog (45 procent) och sankmarker (16 procent). Avrinningsområdet har 0,54 kvadratkilometer vattenytor vilket ger det en sjöprocent på 28,5 procent.